# وفيات بوراري
كانت وفيات بوراري حادثة انتحار جماعي  لأحد عشرَ فردًا من عائلة الشوندوات  من بوراري ، دلهي ، الهند، في عام 2018. تم العثور على عشرة أشخاص مشنوقين، بينما خنق أكبر أفراد الأسرة والتي كانت الجدة. تم العثور على الجثث في 1 يوليو 2018، في الصباح الباكر، وأعلنت الشرطة بأن الدافع وراء الوفيات هو الوهم المشترك أو الذهان .  

## خلفية
عائلة الشوندوات، المعروفة أيضًا باسم عائلة باتيا من قبل الجيران،  عاشت في منزل مكون من طابقين في حي سانت ناغار في بوراري لمدة عشرين عامًا تقريبًا، بعد انتقالها من مدينتهم الأصلية في توهانا ، هاريانا . كانت العائلة تدير متجرًا للبقالة وتجارة الخشب الرقائقي في المنطقة. وتتكون الأسرة من: 
- ناراياني ديفي (80)، والدة بوفنش ولاليت وبراتيبها.
- براتيبها بهاتيا (57)، ابنة أرملة ناراياني ديفي.
- بهوفنيش (50 عامًا، مكتوب أيضًا باسم بهافنيش)، الابن الأكبر لناراياني ديفي.
- لاليت (45 عامًا)، الابن الأصغر لناراياني ديفي.
- سافيتا (48 عامًا)، زوجة الابن الكبرى لناراياني ديفي، زوجة بهوفنيش.
- تينا (42 عامًا، تُكتب أيضًا باسم تينا)، زوجة الابن الأصغر لناراياني ديفي، زوجة لاليت.
- بريانكا (33 عامًا)، الابنة الوحيدة لبراتيبها.
- نيتو (25 عامًا، مكتوبة أيضًا باسم نيتو)، الابنة الكبرى لبوفنيش.
- مونو (المسماة "ميناكا") (23 عامًا)، الابنة الصغرى لبوفنيش.
- دروف (يُدعى "دوشيانت") (15 عامًا)، الابن الوحيد وأصغر أبناء بهوفنيش.
- شيفام (15 عامًا)، الابن والطفل الوحيد للاليت.

في عام 2007،  توفي والد لاليت تشوندوات، بوبال سينغ، لأسباب طبيعية . بعد وفاة والدهم، أصبح لاليت انطوائيًا للغاية. وفي أحد الأيام، أخبر عائلته أن روح والده مسكونة به، الذي نصحه بطرق الحصول على حياة طيبة. منذ عام 2007، كان هو وبريانكا ونيتو يحتفظان بمذكرات تحتوي على "تعليمات" والده. 

## اكتشاف الجثث
في صباح يوم 1 يوليو/تموز 2018 (حوالي الساعة 7:15 صباحًا)، ذهب الجار جورتشاران سينغ، الذي كان يذهب في نزهات صباحية مع أحد المتوفين، إلى مسكن التشوندوات. لقد لاحظ غياب لاليت شوندوات عن نزهة الصباح، فضلاً عن حقيقة أن متاجر تشوندوات لم تفتح بعد. إذ تفتح المتاجر عادةً بين الساعة 5 و5:30 صباحًا. وجد جورتشاران سينغ باب المنزل مفتوحًا والأشخاص العشرة، ومن بينهم لاليت تشوندوات، معلقين. لقد أثار الإنتباه من خلال الاتصال بالجيران الآخرين. تلقت الشرطة المكالمة حوالي الساعة 7:30 صباحًا.  

## الانتحار
عُثر على عشرة من الأشخاص الأحد عشر - رجلان وست نساء ومراهقان - معلقين في باحة المنزل. وكانوا معصوبي الأعين وتم ربط أفواههم بشريط لاصق. وكانت أيدي وأرجل بعض الجثث مقيدة. وعثر على الجدة ناراياني ديفي البالغة من العمر 80 عاما ميتة في غرفة أخرى. ويبدو أنها قد خنقت. 
تم العثور على أفراد الأسرة معلقين بشبكة في سقف منزلهم في الردهة، وجميعهم قريبون من بعضهم البعض. وكانت وجوههم مغطاة بالكامل تقريبًا، وآذانهم مسدودة بالقطن، وأفواههم مغلقة بالشريط اللاصق وأيديهم مقيدة خلف ظهورهم. كان هناك خمسة كراسي، ربما تقاسمها الأعضاء العشرة.   وكانت وجوههم مغطاة بقطع قماش مقطوعة من ملاءة سرير. 
كان تومي، كلب العائلة الأليف، هو الناجي الوحيد في المنزل. وكان مقيدًا بالسلاسل على الشرفة وكان يعاني من حمى شديدة عندما عثرت عليه الشرطة بعد اكتشاف الجثث الـ 11.  ولم يكن واضحًا من الذي قام بربطه. وقيل إنه تم نقله لاحقًا ليتعافى في بيت الحيوانات الضالة في نويدا ، حيث تم نقله فورًا بعد إنقاذه.

## تحقيق
تشير الأدلة التي تم العثور عليها في المنزل إلى حدوث انتحار جماعي لأسباب غامضة . ولم يجد فحص الجثث بعد الوفاة أي علامات للمقاومة.  ونظرًا للطبيعة العامة للقضية، والضغط من الجماعات المتشددة، واتهامات التستر من قبل أقارب العائلة، سجلت الشرطة في البداية القضية على أنها جريمة قتل، وحققت في احتمالية كون عملية القتل ذات دوافع غير غامضة.   
عثرت الشرطة على 11 مذكرة في المنزل، تم الاحتفاظ بها جميعًا لمدة أحد عشر عامًا.   وقال المفوض المشترك للشرطة (الجريمة) ألوك كومار: "لقد عثرنا على ملاحظات مكتوبة بخط اليد توضح بالتفصيل كيفية ربط الأيدي والأرجل وهي مشابهة تمامًا للطريقة التي تم بها العثور على الجثث العشرة. إنها ملاحظات شاملة ونحن ندرسها." 
تتطابق التفاصيل المكتوبة في المذكرات مع كيفية العثور على الجثث، حيث كانت وجوههم مغطاة وأفواههم مغلقة بشريط لاصق وكرات القطن في آذانهم. وتم اكتشاف الجثث مشنوقة على مجاميع من ثلاث، وهو ما تذكره المذكرات أيضًا. وذكرت المذكرات أن بيبي (المرأة المسنة) لا تستطيع الوقوف وبالتالي يجب أن تكون مستلقية على السرير، وهو ما يتوافق مع اكتشاف العثور عليها مخنوقة على السرير.  تذكر المذكرات أيضًا ما يلي: "سيقوم الجميع بربط أيديهم وعندما تنتهي الكريا (الطقوس)، سيساعد الجميع بعضهم البعض في فك أيديهم"، في إشارة إلى أن الأسرة لم تكن تتوقع الموت. 

## دور لاليت
كشف تحليل خط اليد أن هذه المذكرات كتبتها بريانكا (ابنة براتيبها) ونيتو (الابنة الكبرى لبوفنش)، ولكن من المفترض أنها أملتها على لاليت من روح والده الراحل.  ويعتقد أن لاليت هو العقل المدبر للحادث.  ويعتقد فرع الجريمة أن لاليت وزوجته تينا كانا مسؤولين عن تقييد أيدي وأرجل أفراد الأسرة. وكان لاليت قد أخبر أفراد الأسرة أن روح والده دخلت جسده لكي تتبعه الأسرة. 

## وجهة نظر نفسية
وفقًا لعلماء النفس، يمكن أن يكون سبب تسلسل الأحداث هذا هو "الذهان الاضطرابي المشترك"، حيث يتبع الأعضاء تعليمات أحدهم بشكل أعمى. إذ يقترحون أن لاليت كان يعاني من "اضطراب الوهم". ومع ذلك، فإن شقيقهم الأكبر، الذي يقيم في راجاستان، يعتقد أن هذه كانت جريمة قتل مخطط لها جيدًا وليست انتحارًا. وذكر أنه إذا كان لاليت وزوجته قد فعلوا هذا الأمر برمته، فيجب فتح أيديهم بدلاً من تقييدها. 

## في الثقافة الشعبية
الحلقة رقم 845 من برنامج الجريمة التلفزيوني الهندي المسمى Crime Patrol مبنية على موتى بوراري.
سلسلة وثائقية عن الجرائم الحقيقية مكونة من ثلاثة أجزاء بعنوان House of Secrets: The Burari Deaths مبنية على القضية. تم عرض المسلسل لأول مرة على Netflix في 8 أكتوبر 2021، من تأليف Leena Yadav وAnubhav Chopra.    يعتبر أحد أفضل الأفلام الوثائقية الهندية عن الجرائم الحقيقية على نتفليكس. 
أصدرت Disney + Hotstar مسلسلًا بعنوان Aakhri Sach بطولة Tamannaah Bhatia و Abhishek Banerjee والمبني بشكل غير دقيق على هذه الحادثة. 

## أنظر أيضًا
- الإنتحار الجماعي
- فولي ديوكس